# Телевизионный рейтинг
Телевизионный рейтинг (TVR) — показатель, характеризующий процент аудитории, контактировавший с конкретным эфирным событием (ТВ-программой, рекламным блоком, рекламным роликом и т.д.).

## Основные понятия
Телевизионный рейтинг является частью общего понятия рейтинга, наряду с другими рейтинговыми показателями для различных видов СМИ. К примеру, AIR для прессы, AQH для радио и проч.
Рассчитать телевизионный рейтинг можно с помощью следующей формулы:
Количество людей, контактировавший с эфирным событием / генеральную совокупность * 100%
Несмотря на то, что TVR измеряется в процентах, слово «процент» в речи опускается, то есть 1 % аудитории, контактировавший с эфирным событием, – это 1 TVR. Например, если рекламное сообщение видело 20 % аудитории, то его рейтинг будет равен 20. Рейтинг события не может быть больше 100 %.
Ниже приведена основная терминология, связанная с данным показателем и принятая в системе медиаисследований:
1. Потенциальная аудитория телеканала — всё население, которое проживает на территории, где есть техническая возможность для приёма и просмотра определённого телеканала.
2. Телезритель — человек, находящийся в комнате, где в данный момент времени включен телевизор.
3. Исследования телеаудитории — исследования, которые позволяют выявить статистические данные о численности зрителей телеканала в определённой группе населения за определённый период времени.
4. Измерение аудитории — исследование, которое отражает статистические оценки телеаудитории по фактическим замерам за определённый период.
5. Суммы рейтингов:
  - GRP (Gross Rating Point) – сумма рейтингов всех выходов эфирного события на всё население. GRP описывает аудиторию в целом, и данный показатель учитывает также повторные контакты аудитории с рекламным сообщением. GRP может быть больше 100, так как это сумма рейтингов.
  - TRP (Target Rating Point) – сумма рейтингов всех выходов эфирного события на целевую аудиторию. TRP также может быть больше 100.[1][4]
6. Приведенный рейтинг — для оценки стоимости размещения и сравнения рейтинги приводятся к единой длине - 20 секунд. К примеру, при размещении в программе "Танцы" (3 TVR) роликов с разными хронометражами (5”, 10” и 20”) каждый ролик получит по 3 рейтинга, но их стоимость будет отличаться.
7. Стоимость пункта рейтинга (Cost per point или CPP) — стоимость приведенного пункта рейтинга на заданную аудиторию.

## Методы измерения телевизионного рейтинга
Измерение аудитории с помощью опросов населения или определённой группы людей для получения как фактической информации (смотрел индивид передачу или нет), так и субъективной — мнений, оценок, предпочтений и др. Невозможно регулярно опрашивать всё население о просмотре конкретных ТВ-передач, поэтому для получения данных используют выборки, которые будут достоверно представлять всё население.
Среди методов исследований можно выделить:
- методику day-after-recall (человек вспоминает о просмотре телепередач вчерашнего дня),
- проведение дневниковых исследований (дневник, разделенный на интервалы 15 или 30 минут, который респондент заполняет в течение непрерывного определенного периода времени)
- автоматизированный метод сбора информации о телеаудитории (чаще всего используется подключенное к телевизору записывающее устройство, которое фиксирует его включение и каналы, которые просматриваются)
- устройство пиплметр, которое дополнительно фиксирует, что именно и в течение какого времени просматривается, а также выводит демографические характеристики зрителей (с помощью набора кнопок, каждая из которых соответствует определенному телезрителю).[1][5]

## Применение
TVR представляет собой оценку аудитории, видевший или слышавшей ту или иную передачу, поэтому он является основным количественным показателем медиапланирования и является необходимым элементом планирования рекламных кампаний и составления медиапланов. Таким образом, рейтинг используется для оценки зрительского интереса к той или иной передаче или каналу и оценки того, какие рекламные сообщения можно размещать в конкретный временной промежуток.
С помощью рейтинга рекламодатели определяют примерное количество человек, способных увидеть рекламный ролик, а каналы, основываясь на рейтинговой информации, определяют расценки на рекламу. «Зная рейтинг данного телеканала в данное время и общую численность потенциальных телезрителей, нетрудно вычислить предполагаемую аудиторию, которая, вероятно, увидит рекламу, транслируемую на этом канале в это время — эту величину называют нетто-покрытием носителя (Net-Coverage)».

## Телевизионный рейтинг в России
Подсчет телевизионного рейтинга в России начал применяться, соответственно, в результате отхода телевидения от бюджетной основы и его перехода на коммерческую.
В период зарождения рекламного бизнеса в РФ (конец 80-х гг.) не было особой необходимости в оценке аудитории с помощью медиапоказателей, однако вскоре эта необходимость сделалась очевидной с увеличением количества рекламы и усилением борьбы за рекламное пространство. «Потребность в данных для расчета рейтинговых показателей привела к тому, что в России одновременно появились несколько фирм, положивших начало медиаисследованиям. Пионерами в этой области стали зарубежные компании Mediametrie International (Франция) и исследовательский институт Gallup (Великобритания), создавший российское отделение Russian Research. Позднее эстафету подхватили отечественные фирмы: Фонд "Общественное мнение", COMCON 2, РОМИР/Gallup Media Russia, ВЦИОМ/Медиамар, НИСПИ и VRatio».

## Критика
Некоторые исследователи считают, что традиционные показатели телевизионного рейтинга, помимо прочего, не позволяют учитывать социально-политический контекст, в рамках которого просматривается та или иная телепрограмма/рекламное сообщение. Также нельзя точно определить уровень активности телезрителей, основные причины интереса к программе, качество программы и т. д.
Также признается, что телевизионный рейтинг не всегда отражает масштаб охвата тех или иных телепередач, а также интерес к ним. Так, к примеру, сериал «Люцифер» был приостановлен весной 2018 года из-за низких телевизионных рейтингов на канале FOX. Однако указывалось, что со стороны лояльной аудитории сохраняется огромный интерес к сериалу, что не отражалось в рейтинге.